# مارکتا ایرگلووا

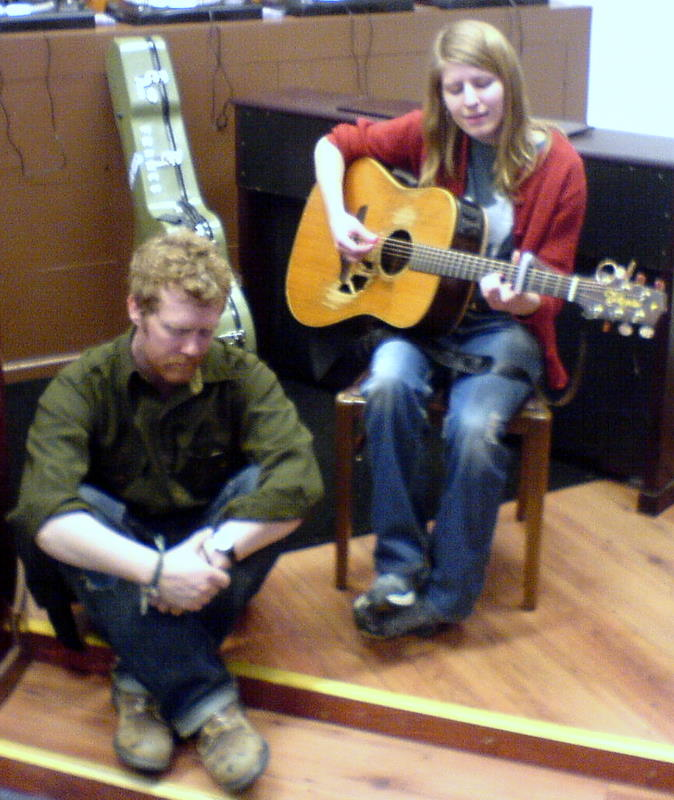
گلن هنسارد و مارکتا ایرگلووادر اجرایی در آوریل ۲۰۰۶ در نمایشی در دری، ایرلند شمالی

مارکتا ایرگلووا (به چکی: Markéta Irglová) (زاده ۲۸ فوریه ۱۹۸۸ در والاشسکی مزیریچی، جمهوری چک) موسیقی‌دان، بازی‌گر و خوانندهٔ اهل جمهوری چک است. او از سال ۲۰۱۰ ساکن نیویورک آمریکاست. او در گروه دونفرهٔ «سوئل سیزن» فعالیت داشته و موسیقی متن و بازی در فیلم «یک‌بار» را نیز به‌عهده داشته‌است. هم‌چنین او آلبوم تک‌نفره‌ای به اسم انار هم در سال ۲۰۱۱ به بازار عرضه کرده است.

## ترانه‌شناسی
با سوئل سیزن
- سوئل سیزن - ۲۰۰۶
- یک‌بار (موسیقی متن) - ۲۰۰۷
- شادی بسیار - ۲۰۰۹

تک‌خوانی
- انار - ۲۰۱۱

## جایزه‌ها و نامزدی‌ها
جایزه‌ها
- اسکار ۲۰۰۸ - به‌ترین ترانهٔ اریجینال برای فیلم: "Falling Slowly" از موسیقی متن فیلم یک‌بار
- جایزهٔ منتخب منتقدان ۲۰۰۸ - به‌ترین ترانهٔ اریجینال: "Falling Slowly" از موسیقی متن فیلم یک‌بار
- جایزهٔ انجمن منتقدان فیلم لس‌آنجلس - به‌ترین موسیقی فیلم: یک‌بار

نامزدی‌ها
- جایزهٔ گرمی ۲۰۰۸، به‌ترین ترانهٔ نوشته‌شده برای فیلم تلویزیون یا دیگر رسانه‌های تصویری: "Falling Slowly" از موسیقی متن فیلم یک‌بار
- جایزهٔ گرمی ۲۰۰۸، به‌ترین آلبوم موسیقی متن ترکیبی برای فیلم، تلویزیون یا دیگر رسانه‌های تصویری: یک‌بار